# Епархия Виктории (Техас)
Епархия Виктории (лат. Dioecesis Victoriensis in Texia) — епархия Римско-Католической церкви с центром в городе Виктория, США. Епархия Виктории входит в митрополию Галвестона — Хьюстона. Кафедральным собором епархии является Собор Пресвятой Девы Марии Победительницы в городе Виктория.

## История
13 апреля 1982 года Святой Престол учредил епархию Виктории в штате Техас, выделив её из епархии Корпус-Кристи. 29 декабря 2004 года епархия Виктории вошла в митрополию Галвестона — Хьюстона.

## Ординарии епархии
- епископ Чарльз Виктор Грэманн[англ.] (13.04.1982 — 09.12.1989) — назначен епископом-коадъютором, позднее епископом Далласа
- епископ Дэвид Юджин Феллхауэр[англ.] (07.04.1990 — 23.04.2015)
- епископ Брендан Джон Кахилл[англ.] (с 23.04.2015)

## Источник
- Annuario Pontificio, Libreria Editrice Vaticana, Città del Vaticano, 2003, ISBN 88-209-7422-3